# De Hoop (Norg)
De Hoop is een korenmolen in het Drentse Norg. Het is een met dakleer beklede achtkantige bovenkruier met doorlopende achtkantstijlen, waarvan de voet ook met dakleer is bekleed.
Thans wordt deze bijzondere molen door vrijwillige molenaars regelmatig in bedrijf gesteld.

## Algemene geschiedenis
De molen werd in 1857 gebouwd als pelmolen. Tegenwoordig is de molen ingericht als korenmolen en heeft een maalkoppel met 16der (140 cm doorsnede) kunststenen. Voor de bediening is er tevens een regulateur aanwezig. Tevens zijn de restanten van een koppel blauwe stenen aanwezig. Voorheen had de molen een volledige pellerij, maar deze is al voor de jaren 1930 verwijderd. Daarnaast is er een hamermolen aanwezig. Verder bestaat de inrichting uit een graanschoner, cycloon, mengketel, jakobsladder en elektrische lier. 	
Het gevlucht van de molen was vanaf de vroege 20ste eeuw voorzien van zelfzwichting, maar is sinds 1935 voorzien van het wieksysteem volgens de Duitse luchtmachtingenieur Kurt Bilau, Bilauwieken. Daarvoor had de molen de traditionele Oud-Hollandse wieken met zeilen. In 1937 werd na een roedebreuk het systeem op beide roeden aangebracht. De gelaste roeden zijn gemaakt door de firma Buurma en in 1982 gestoken. De Hoop en De Blazekop zijn de enige overgebleven molens in Nederland die met deze bilauwieken zijn uitgerust. 
De molen is in 1982 en in 2000 gerestaureerd. 
In 2016 is de molen overgedragen aan Het Drentse Landschap. De rond rond de molen is nog steeds in particuliere handen. 

## Technische gegevens

### Algemene technische gegevens
De bovenas is  gegoten door de firma NSBM Fyenoord en later doorboord voor de bediening van de zelfzwichting. Later werd deze hergebruikt voor de bediening van het Bilau-systeem. 
Het gevlucht wordt op de wind gezet met een kruilier. De met dakleer beklede kap draait op een voeghouten kruiwerk.
De molen wordt gevangen (geremd) met een vlaamse vang die bediend wordt met een wipstok. De vangbalk rust tijdens het draaien op een duim.
Voor het luien (ophijsen) is een kammenluiwerk aanwezig. Graan voor de hamermolen wordt op de begane grond in de elevator gestort, om één zolder hoger in de toevoer van de hamermolen te komen. 

### Overbrengingen
- De overbrengingsverhouding is 1 : 6,64.
- Het bovenwiel heeft 63 kammen en de bonkelaar heeft 32 kammen. De koningsspil draait hierdoor 1,97 keer sneller dan de bovenas. De steek, de afstand tussen de kammen, is ... cm.
- Het spoorwiel heeft 81 kammen en het steenrondsel 24 staven. Het steenrondsel draait hierdoor 3,375 keer sneller dan de koningsspil en 6,64 keer sneller dan de bovenas. De steek is .. cm.

## Eigenaren
De molen is lang eigendom geweest van de familie Warmolts, maar is thans in eigendom bij de Molenstichting Drenthe. In 1981 en '82 werd de molen gerestaureerd door de familie Snijders en in 1999/2000 werd de molen wederom gerestaureerd.

## Fotogalerij

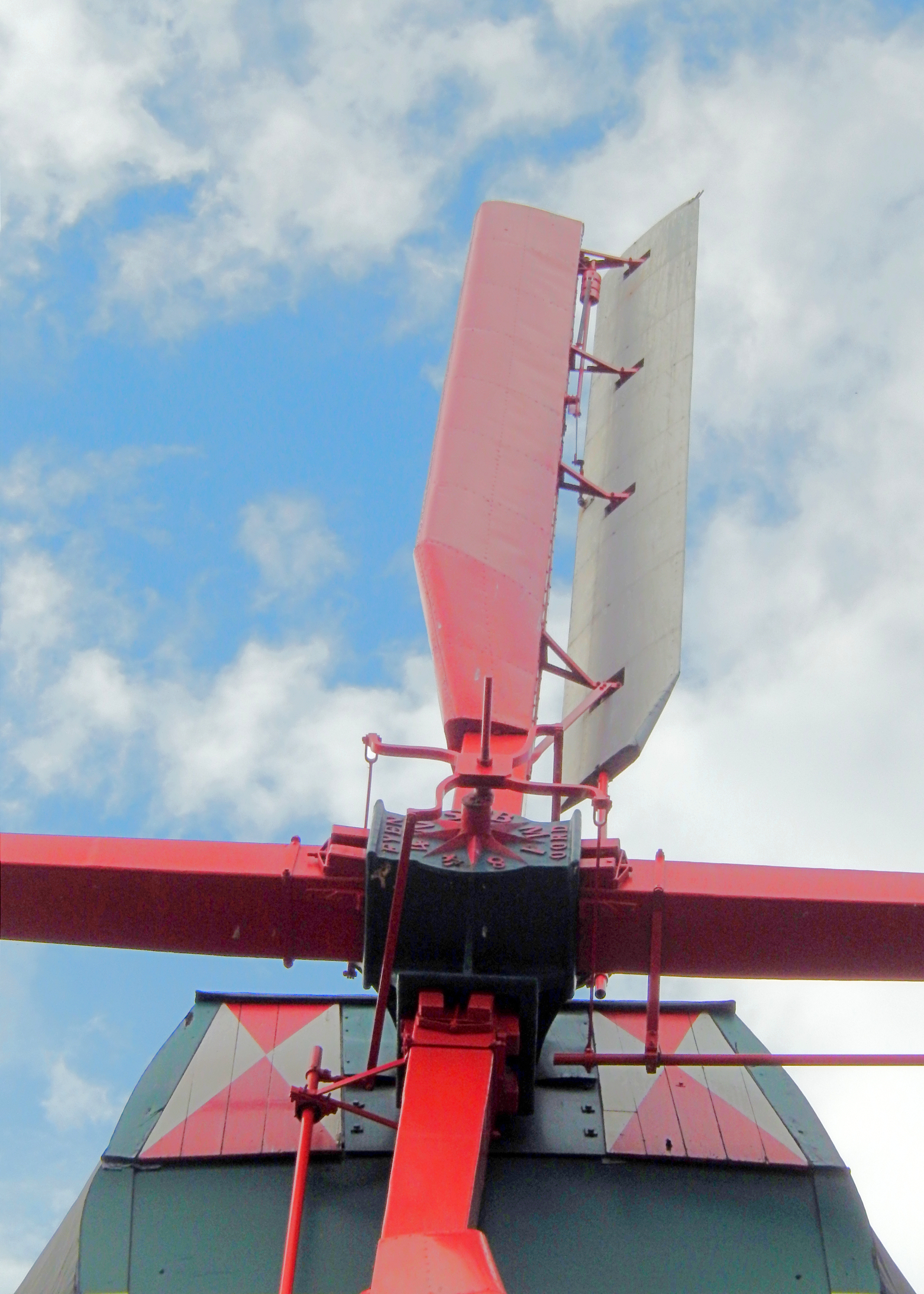
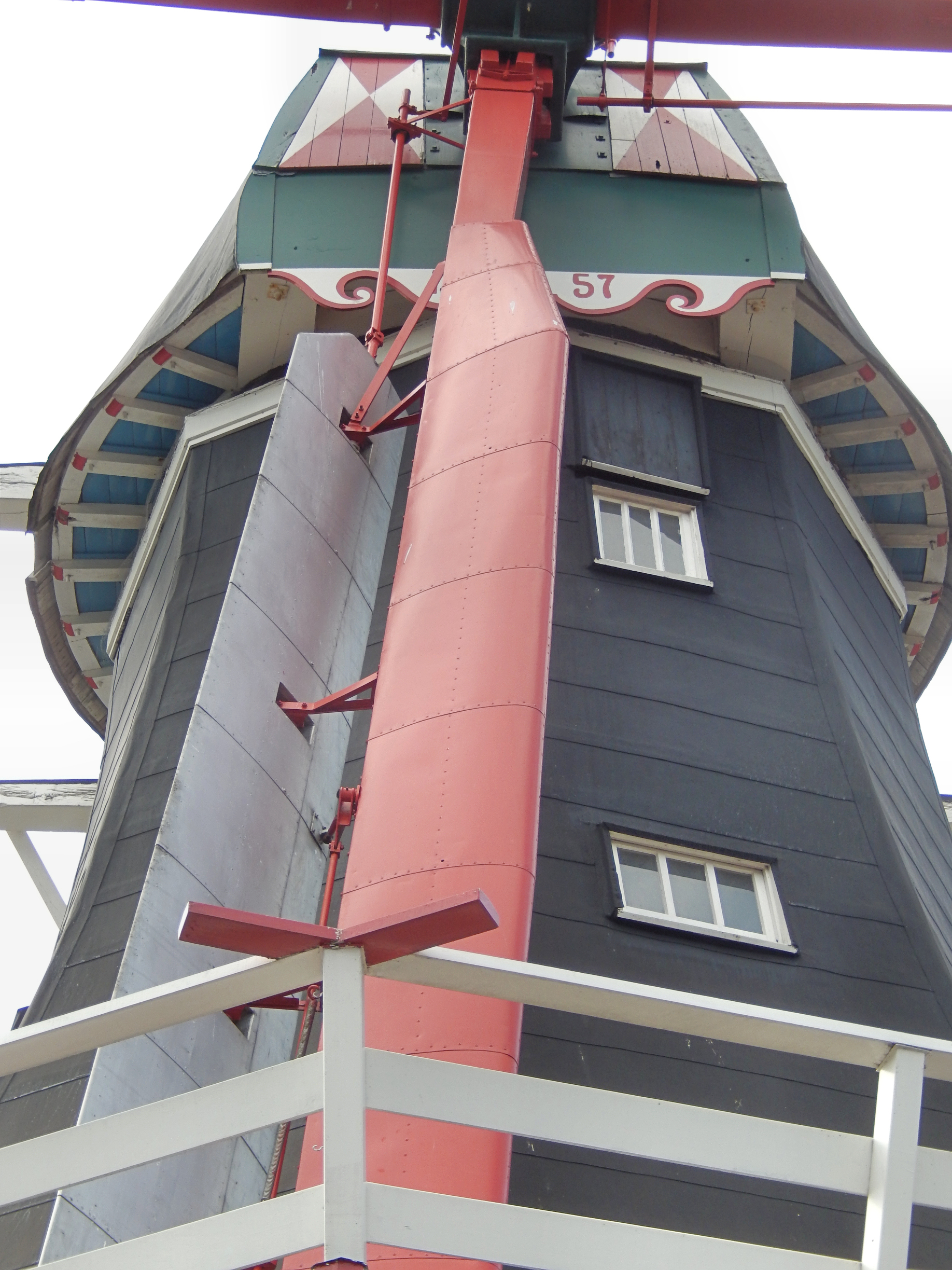
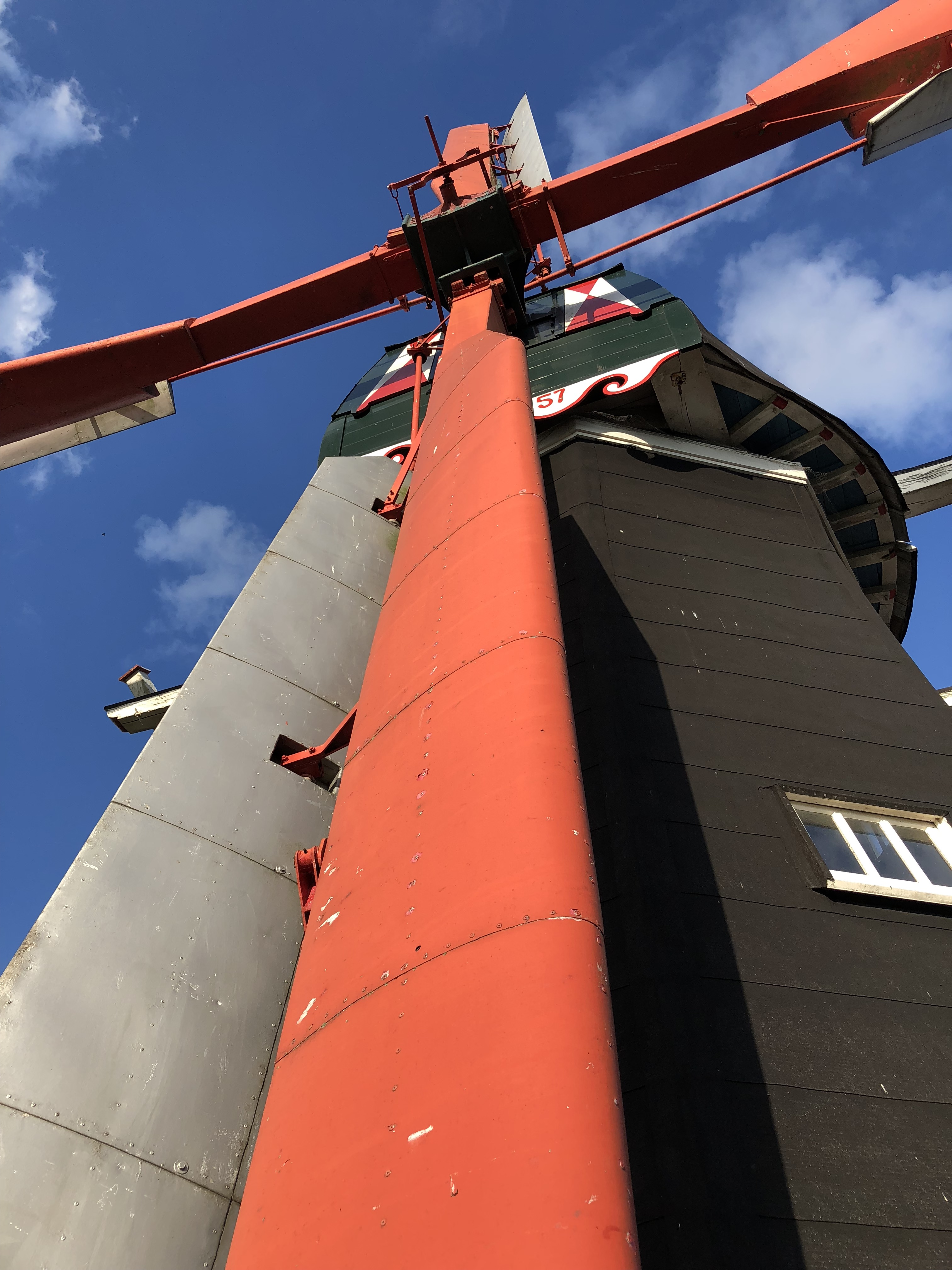
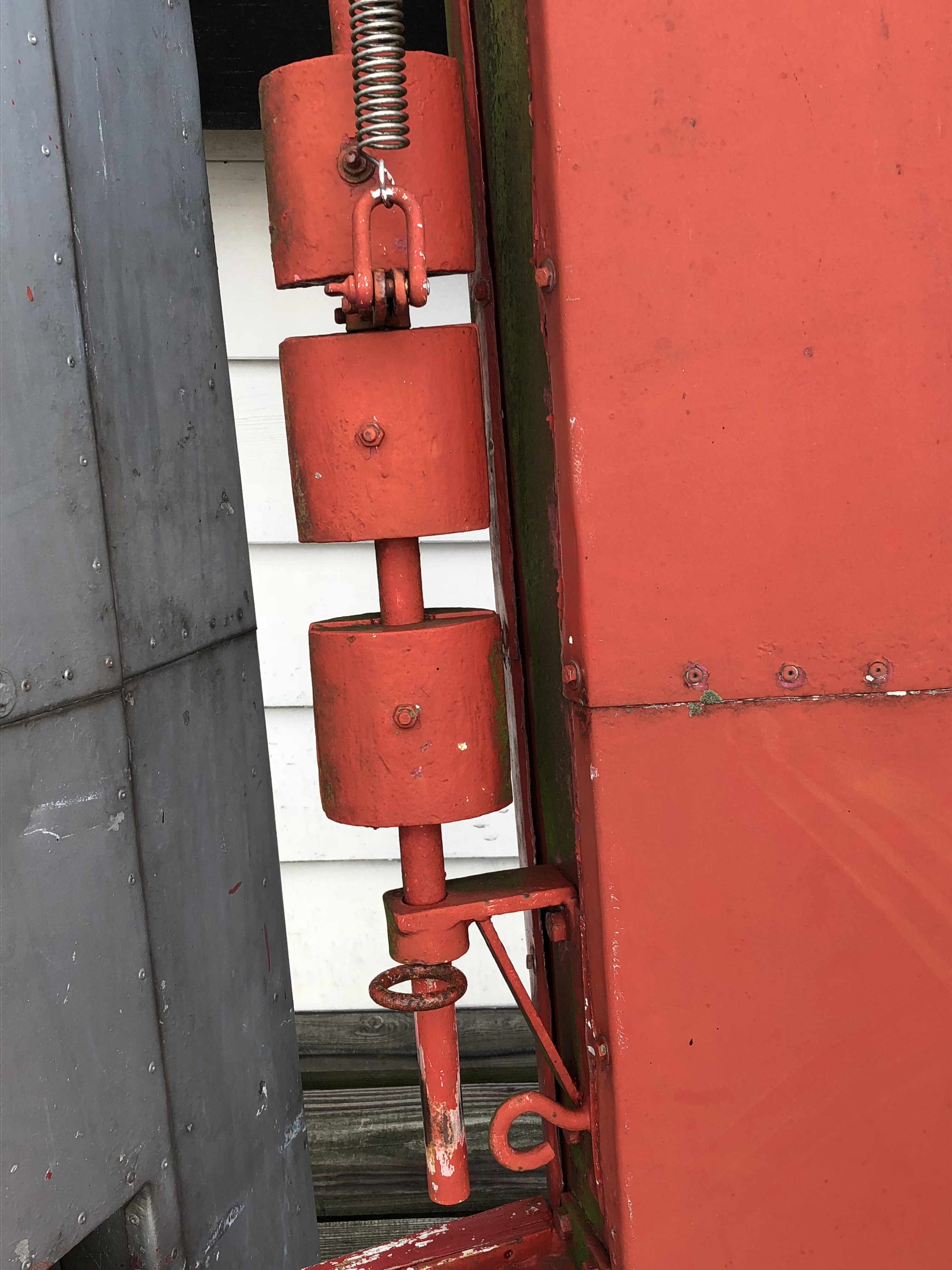
Met kleppen geopend en vergrendeld.
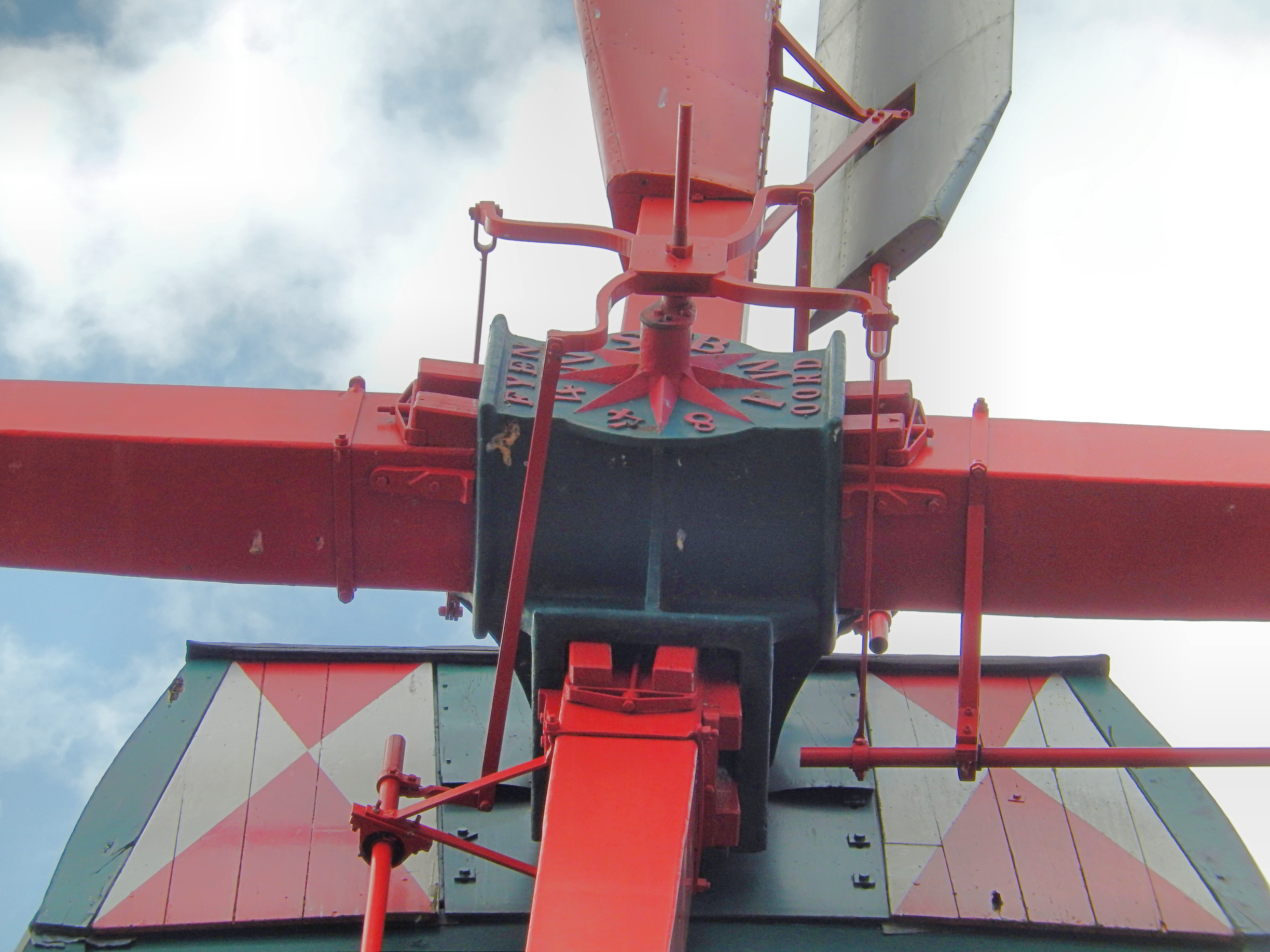
Spin